# ولورهمپتون
ولورهمپتون (به انگلیسی: Wolverhampton) شهری است در انگلستان واقع در ناحیه میدلند غربی. جمعیت این شهر ۲۵۱٬۴۶۲ نفر است.